# Ina Brendel-Kepser
Ina Brendel-Kepser (* 15. März 1971 in Münchberg) ist eine deutsche Germanistin, Romanistin und Fachdidaktikerin. Bis August 2021 publizierte sie unter dem Namen Ina Brendel-Perpina. Sie ist Professorin für Neuere deutsche Literatur und Literaturdidaktik an der Pädagogischen Hochschule Karlsruhe.

## Leben
Brendel-Kepser studierte an der Otto-Friedrich-Universität Bamberg Französisch und Deutsch und absolvierte ein Lehramtsstudium für Gymnasien. Sie verbrachte zwei Semester als DAAD-Stipendiatin an der Université Nouvelle Sorbonne Paris. Das Erste Staatsexamen legte sie 1996 in Bamberg ab. Zwischen 1996 und 1998 war sie in Paris als Fremdsprachenassistentin tätig und wurde 1999 in Bamberg zum Thema Heinrich Heine und das Pariser Theater zur Zeit der Julimonarchie promoviert.
Von 1999 bis 2001 absolvierte sie ihr Referendariat am Martin-Behaim-Gymnasium Nürnberg und an der Gesamtschule Hollfeld. Sie arbeitete am Markgraf-Georg-Friedrich-Gymnasium Kulmbach (2001/02) und ab 2003 am Clavius-Gymnasium in Bamberg. Als Multiplikatorin für Leseförderung war sie in dieser Zeit Gutachterin im Leseforum Bayern des ISB (heute: #lesen.bayern). Nach mehreren Lehraufträgen an der Universität Bamberg wurde sie Wissenschaftliche Mitarbeiterin am Lehrstuhl der deutschen Sprache und Literatur bei Ulf Abraham.
Sie habilitierte sich 2018 an der Universität Bamberg mit der Schrift Literarische Wertung als kulturelle Praxis. Kritik, Urteilsbildung und die digitalen Medien im Deutschunterricht. Im Sommersemester 2016 vertrat sie die Professur für Germanistische Literaturdidaktik an der Universität Bielefeld. Von 2017 bis 2021 vertrat sie den Lehrstuhl Didaktik der deutschen Sprache und Literatur an der Katholischen Universität Eichstätt-Ingolstadt. Seit 2021 ist sie Professorin für Neuere deutsche Literatur und ihre Didaktik an der Pädagogischen Hochschule Karlsruhe.

## Wirken
Die wesentlichen Lehr- und Forschungsgebiete von Brendel-Kepser sind Lese- und literarische Sozialisation in und außerhalb der Schule, Leseförderung und Gender, literarisches Schreiben, literarische Wertung und digitale Lese-Communities.
Im Bereich der Weiterbildung von Deutschlehrern begründete sie von 2011 bis 2017 gemeinsam mit Ulf Abraham und Erwin Krottenthaler am Literaturhaus Stuttgart ein Weiterbildungsmodell, bei dem Lehrkräfte von Autoren in literarischen Schreibwerkstätten über zwei Jahre ausgebildet werden. Diese Konzepte wurden in den schulischen Kontext übertragen. Die Förderung erfolgte durch die Robert Bosch Stiftung, die wissenschaftliche Begleitforschung durch Ulf Abraham und Ina Brendel-Perpina.
Brendel-Kepser setzt sich für die Leseförderung bei Kindern und Jugendlichen ein und gründete 2006 am Clavius-Gymnasium Bamberg ihren ersten Leseclub, der später als Jugendjury zum Deutschen Jugendliteraturpreis berufen wurde. Brendel-Perpina war 2011/12 Mitglied der Kritikerjury des Deutschen Jugendliteraturpreises und beforschte im Auftrag des Arbeitskreises für Jugendliteratur die Wirkung der Jugendjury-Leseclubs. Mit dem Projekt Kultur macht stark – Bündnisse für Bildung und der Stiftung Lesen hat sie drei Leseclub-Bündnisse mitbegründet, die von Studierenden begleitet werden. Zwei davon entstanden in Kooperation mit der Universität Bamberg in der Bücherei Frensdorf und an der Martin-Wiesend-Schule in Bamberg, der dritte in Kooperation mit der Katholischen Universität Eichstätt-Ingolstadt an der Eichstätter Grundschule St. Walburg. An der Katholischen Universität Eichstätt-Ingolstadt entstand 2017 zudem die Initiative KJL meets KU. Eichstätter Forum Kinder- und Jugendliteratur. Dazu finden jährlich Treffen mit renommierten Autoren der Kinder- und Jugendliteratur statt, die Teil des Lehrbetriebs der Deutschdidaktik an der KU sind. Für ihr herausragendes individuelles Engagement in der Leseförderung wurde Brendel-Perpina 2017 mit dem Deutschen Lesepreis ausgezeichnet.
Seit 2018 ist sie Projektleiterin von boys & books, das 2012 von Christine Garbe und Frank Maria Reifenberg an der Universität zu Köln gegründet wurde. Vor dem Hintergrund der geringeren Lesefreude und Leseleistung von Jungen setzt sich die Plattform zum Ziel, die Vermittler der Leseförderung auf aktuelle Leseempfehlungen populärer Kinder- und Jugendliteratur aufmerksam zu machen.
Im Frühjahr 2022 wurde sie zur ersten Vorsitzenden der AG Medien im Symposion Deutschdidaktik e. V. gewählt.

## Publikationen (Auswahl)
- Heinrich Heine und das Pariser Theater zur Zeit der Julimonarchie. Dissertation. Aisthesis-Verlag, Bielefeld 2000, ISBN 978-3-89528-285-0.
- mit Felix Stumpf: Leseförderung durch Teilhabe. Die Jugendjury zum Deutschen Jugendliteraturpreis. kopaed Verlag, München 2013, ISBN 978-3-86736-336-5.
- mit Ulf Abraham: Literarisches Schreiben im Unterricht. Ein Weiterbildungsmodell in produktionsorientierter Literaturpädagogik. Klett Kallmeyer, Seelze 2015, ISBN 978-3-7800-4835-6.
- als Hrsg. mit Ulf Abraham: Kulturen des Inszenierens in Deutschdidaktik und Deutschunterricht. Klett Fillibach, Stuttgart 2017, ISBN 978-3-12-688079-4.
- als Hrsg. mit Andrea Bartl: Michael Stavarič – Ästhetische Grenzüberschreitungen. Eine literaturwissenschaftliche und literaturdidaktische Erschließung des bisherigen Gesamtwerks von Michael Stavarič. Königshausen & Neumann, Würzburg 2018, ISBN 978-3-8260-6492-0.
- Literarische Wertung als kulturelle Praxis. Kritik, Urteilsbildung und die digitalen Medien im Deutschunterricht. Habilitationsschrift. University of Bamberg Press, Bamberg 2019. ISBN 978-3-86309-658-8.